# Froilán Padilla
Durbal Froilán Padilla (Nueva Esperanza, 2 de febrero de 1979) es un futbolista argentino, defensor, especializado en fútbol 5 adaptado. Integrante de la selección argentina Los Murciélagos que fue campeona mundial en 2015 y obtuvo medalla de bronce en los Juegos Paralímpicos de Río de Janeiro 2016. Elegido en el Campeonato Mundial de 2014 como uno de los seis mejores jugadores del mundo. Pertenece al Club Unión Del Viso, con el que salió campeón argentino en 2013, metiendo el gol que le dio la victoria en la final contra River.

## Síntesis biográfica
Froilán Padilla nació en 1979 en Nueva Esperanza, una pequeña localidad rural de Santiago del Estero, en el seno de una familia pobre. Nunca fue atendido de las dificultades visuales que tenía desde niño, perdiendo definitivamente la vista a los 18 años. En 2005, cuando contaba con 25 años decide migrar a Buenos Aires en busca de oportunidades laborales. Hasta ese momento nunca había recibido ningún tipo de rehabilitación.
A los 27 años recibe rehabilitación para ciegos por primera vez y descubre el fútbol para ciegos, que empieza a practicar. En 2009, con 30 años, es convocado para integrar la selección argentina Los Murciélagos. Ese año integró como suplente, sin jugar, el plantel de la Copa América 2009, en la que Argentina salió subcampeón. En 2011 debutó como defensor n.º 2 en un partido contra Italia, consolidándose como defensor. Jugó los Parapanamericanos de 2011, ganando la medalla de plata y los Juegos Paralímpicos de Londres de 2012, en el que Argentina salió cuarta, sin perder ningún partido y sin recibir goles en contra.
En 2013 salió campeón nacional con Unión Del Viso, metiendo el gol en la final contra River Plate que le dio el triunfo. Fue contratado para jugar en la liga brasileña, en el club Agafuc, finalizando en cuarta posición. Jugó la VIII Copa América en Santa Fe, metiendo cuatro goles y saliendo subcampeón.
En 2014 fue elegido en el Campeonato Mundial de Pekín como uno de los mejores seis jugadores del mundo. En 2015 salió campeón mundial en los Juegos IBSA de Pekín.
Pese a sus logros deportivos, Padilla debe vivir en una pensión junto a su esposa y sus dos hijos.

## Carrera deportiva

### Juegos Paralímpicos

#### Cuartos en Londres 2012
Los Murciélagos salieron cuartos en los Juegos Paralímpicos de Londres 2012, obteniendo diploma paralímpico. El equipo estuvo integrado por Federico Accardi, Guido Consoni, Ángel Deldo, Darío Lencina, Froilán Padilla, Marcelo Panizza, David Peralta, Lucas Rodríguez, Luis Sacayán y Silvio Velo (c).
Argentina le ganó a Irán 2-0, empató con Gran Bretaña sin goles y volvió a empatar con España sin goles, clasificando segunda en su grupo, por diferencia de gol con el primero, que resultó España.
En la semifinal Los Murciélagos empataron con Brasil 0-0, perdiendo en el desempate por penales. En el partido por la medalla de bronce, volvieron a empatar sin goles, esta vez con España, y volvieron a perder por penales, finalizando así en cuatro lugar.
Argentina salió cuarta, sin perder ningún partido y sin recibir goles en contra.

#### Bronce en Río 2016
Los Murciélagos obtuvieron la medalla de bronce al vencer a China 1-0, luego de que el partido por el tercer puesto terminara empatado sin goles y se definiera con penales. El equipo estuvo integrado por Federico Accardi (B1), Ángel Deldo (B1), Maximiliano Espinillo (B1), Darío Lencina (arquero), Germán Muleck (arquero), Froilán Padilla (B1), David Peralta (B1), Lucas Rodríguez (B1), Nicolás Véliz (B1) y Silvio Velo (c, B1). El entrenador fue Martín Demonte y el llamador o guía fue Germán Márquez.
Clasificaron a los Juegos ocho países, divididos en dos grupos clasificatorios. El Grupo A estuvo integrado por  Brasil, Irán, Marruecos y Turquía, y el Grupo B estuvo integrado por Argentina, China, España y México.
Los Murciélagos clasificaron primeros en su grupo luego de vencer a México 2-0 (Espinillo y Velo), a España 1-0 (Véliz) y a China en el desempate por finalizar sin goles, en el que el arquero Muleck atajó dos penales, mientras  Espinillo y Véliz convirtieron los suyos.
En semifinales Los Murciélagos debieron jugar contra Irán, sorpresa del torneo, que había clasificado segundo invicto en el Grupo A, luego de empatar con el local y favorito Brasil. Argentina dominó ampliamente, registrando en el partido ocho tiros al arco contra ninguno de Irán y una posesión de pelota del 63%, pero no pudo convertir goles. En el desempate Irán convirtió dos penales, contra sólo uno de Argentina, obteniendo el pase a la final.
Por la medalla de bronce debieron jugar nuevamente Argentina y China, ambos países potencias mundiales en el fútbol para ciegos. El partido fue parejo, con un leve predominio de Argentina que pateó 5 tiros al arco, contra 3 de China y tuvo un 53% de posesión. Como había sucedido en el grupo clasificatorio, empataron sin goles y nuevamente fue preciso recurrir a los penales de desempate. La figura fue el arquero argentino Germán Mulek, que atajó los tres penales, mientras que Espinillo le dio el gol de diferencia a los Murciélagos al convertir el suyo.
| Fútbol 5 Masculino                    | Fútbol 5 Masculino | Fútbol 5 Masculino | Fútbol 5 Masculino | Fútbol 5 Masculino |
|                                       | País               |                    |                    |                    |
| ------------------------------------- | ------------------ | ------------------ | ------------------ | ------------------ |
| 1                                     | Brasil             |                    |                    |                    |
| 2                                     | Irán               |                    |                    |                    |
| 3                                     | Argentina          |                    |                    |                    |
| Fuente: Página oficial de los Juegos. |                    |                    |                    |                    |

### Campeonatos mundiales

#### Subcampeón mundial en 2014
Padilla formó parte del equipo de Los Murciélagos que salieron subcampeones del mundo en el Campeonato Mundial de Fútbol para Ciegos disputado en Tokio en 2014. Argentina compitió en el Grupo C, en que clasificó en primer lugar luego de empatar con Alemania sin tanto, ganarle a España 1-0 y a Corea del Sur 2-1.
En cuartos de final venció a Colombia 1-0, a España por penales (2-1) luego de empatar en el tiempo reglamentario y cayó en la final ante Brasil, con un gol en contra en tiempo suplementario.

### Juegos Mundiales para Ciegos (IBSA)

#### Medalla de oro en 2015 (Seúl)
El seleccionado argentino obtuvo la medalla de oro en la competencia de fútbol 5 en los Juegos Mundiales IBSA para Ciegos de Corea del Sur 2015. Rodríguez resultó decisivo para el triunfo argentino, debido a que convirtió el gol del empate en la final contra Gran Bretaña, cuando Los Murciélagos perdían 1-0 y sólo faltaban 37 segundos para la finalización del partido. Inmediatamente después Argentina marcaría un nuevo gol faltando 7 segundos y consagrándose campeón.
La integración del equipo fue la siguiente: los arqueros Darío Lencina (Estudiantes de La Plata) y Germán Mulek (Rosell de San Isidro); los futbolistas ciegos fueron Froilán Padilla y Federico Acardi (Godoy Cruz Uniredes de Mendoza), Ángel Deldo (ACHADEC de Resistencia), Lucas Rodríguez y Nicolás Véliz (Municipalidad de Córdoba), David Peralta (Estudiantes de La Plata), Iván Figueroa (UCASE de Santiago del Estero) y Maximiliano Espinillo (MEDEA de Córdoba).
Argentina venció 4-0 a Rusia en el primer partido, con tres goles de Véliz y uno de Acardi. Luego le ganó a España con un gol de Espinillo. En el último partido de la etapa clasificatoria derrotó a Turquía con dos golpes de Figueroa. Argentina ganó 2-1 el partido final contra Gran Bretaña, dando vuelta el encuentro con dos goles sucesivos de Rodríguez y Véliz en los últimos segundos.
| Fútbol 5 Varones | Fútbol 5 Varones | Fútbol 5 Varones | Fútbol 5 Varones | Fútbol 5 Varones |
|                  | País             |                  |                  |                  |
| ---------------- | ---------------- | ---------------- | ---------------- | ---------------- |
| 1                | Argentina        |                  |                  |                  |
| 2                | Reino Unido      |                  |                  |                  |
| 3                | España           |                  |                  |                  |
| Fuente: Clarín.  |                  |                  |                  |                  |

### Competencias continentales

#### Subcampeón de la Copa América 2013
Los Murciélagos salieron subcampeones de la VIII Copa América organizado por la IBSA en Santa Fe en 2013. El equipo formó con Darío Lencina (arquero), Germán Muleck (arquero), Federico Accardi, Ángel Deldo, Claudio Monzón, Froilán Padilla, David Peralta, Lucas Rodríguez y Silvio Velo (c).
En la ronda preliminar Argentina clasificó a semifinales luego de ganar 5-0 a Chile con goles de Peralta (2), Padilla (2) y Velo. En la segunda fecha venció 4-0 a Uruguay (Velo [2], Padilla y Monzón). En la tercera fecha derrotó 2-0 a México (Velo y Peralta). En la cuarta fecha venció a Perú 6-0 (Monzón [2], Padilla, Peralta, Accardi y Rodríguez). En la quinta fecha empató con Paraguay sin tantos. En la sexta fecha venció a Colombia 1-0 (Peralta).
En la final, empató con Brasil sin goles, perdiendo la copa en el desempate por penales 3-2. Lencina y Muleck mantuvieron mantuvo el arco invicto, durante en todos los juegos, a excepción de los penales del desempate final.

#### Plata en los Juegos Parapanamericanos de 2015
Lucas Rodríguez integró el equipo de Los Murciélagos que volvieron a ganar la medalla de plata en los Juegos Parapanamericanos de 2015 realizados en Toronto. El equipo estuvo integrado por Darío Lencina, Ángel García Deldo, Federico Acardi, Froilán Padilla, Silvio Velo (c), Lucas Rodríguez, David Peralta, Nicolás Veliz, Germán Mulek y Maximiliano Espinillo.
El torneo fue disputado con una ronda preliminar en un solo grupo de seis equipos, donde Argentina empató con Brasil 0-0, venció a Colombia 3-0, venció a México 4-0, venció a Uruguay 4-0 y venció a Chile 6-0. Con esos resultados clasificó directamente a la final en la que perdió con Brasil 1-2.